# TO-3

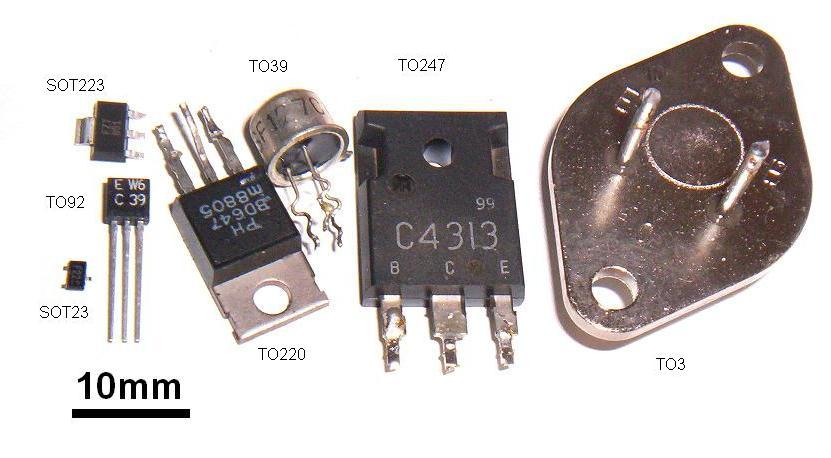
Un transistor con encapsulado TO-3 (visto a la derecha) junto a otros encapsulados.

En Electrónica, TO-3 es la designación de un tipo de encapsulado metálico utilizado en la fabricación de transistores y algunos otros circuitos integrados. El nombre proviene del  JEDEC, de su nombre en inglés Transistor Outline Package, Case Style 3.

## Aplicaciones típicas
El TO-3 se usa principalmente en aplicaciones de alta potencia donde se precisa de una buena disipación de calor como puede ser; amplificadores de audio profesional, instrumentos de medida electrónica, aplicaciones militares y en satélites.